# Andy Weir
Andy Weir (Davis, 16 giugno 1972) è uno scrittore e programmatore statunitense, conosciuto principalmente per il suo romanzo d'esordio L'uomo di Marte (The Martian), bestseller mondiale.

## Biografia
Weir è nato e cresciuto in California. Poiché suo padre è un fisico, Weir è cresciuto leggendo i classici della letteratura fantascientifica, come le opere di Arthur C. Clarke e Isaac Asimov. All'età di 15 anni cominciò a lavorare come programmatore di computer per la Sandia National Laboratories. Studiò Informatica alla UC di San Diego, anche se non si diplomò mai. Ha lavorato come programmatore per molte aziende di software, inclusa la AOL e la Blizzard, dove lavorò al videogioco fantasy Warcraft 2.
Weir cominciò a scrivere a 20 anni, pubblicando alcuni suoi lavori sul suo sito web per diversi anni. La sua prima opera significativa fu The Egg, L'Uovo, un racconto che venne adattato in una serie di video su Youtube e in una recita a un atto. 
Weir non è sposato e vive presso Mountain View, in California. Soffre di una profonda paura per il volo e non è mai salito su un aereo fino al 2007. Weir è agnostico. Si considera un liberale sociale e un conservatore fiscale, ma ha sempre cercato di mantenere le sue opinioni politiche fuori dalle sue opere.

## Opere
Weir è conosciuto principalmente per il suo primo romanzo, L'uomo di Marte. Weir scrisse il libro per essere il più scientificamente accurato possibile e la sua stesura richiese lunghe ricerche sulla meccanica orbitale, sulle condizioni su Marte, sulla storia del rapporto uomo-spazio e sulla botanica. Pubblicato originariamente come una serie a puntate gratuita sul suo sito web, alcuni lettori richiesero che il romanzo venisse reso disponibile su Kindle. Venduto la prima volta per 99 centesimi, il romanzo scalò rapidamente le classifiche di Kindle. Weir venne allora avvicinato da un agente letterario e vendette i diritti del libro alla Crown Publishing Group. La versione cartacea del libro raggiunse la 12ª posizione nelle classifiche del New York Times. Dal libro è stato tratto il film Sopravvissuto - The Martian, diretto da Ridley Scott, con Matt Damon nella parte del protagonista.
Nel 2009 viene pubblicato il racconto breve The Egg e nel 2016 il racconto Lacero.
Nell'autunno 2017 esce il secondo romanzo, Artemis - La prima città sulla Luna, un thriller ambientato sulla Luna. Protagonista è Jasmine Bashara, una ventenne spiantata che vive in una piccola cittadina isolata da tutto e tutti, anche perché si tratta della prima e unica città lunare.
Anche in questo caso Weir ha fuso invenzione narrativa e accuratezza scientifica in un intreccio focalizzato su una cospirazione molto più grande della protagonista coinvolta. Il libro è uscito il 14 novembre 2017 negli Stati Uniti e Canada e due giorni dopo in Italia, mentre i diritti cinematografici sono già stati acquisiti dalla 20th Century Fox.
Nel 2021 esce il terzo romanzo, Project Hail Mary, che il 28 Febbraio 2023 esce in Italia edito da Mondadori. Il libro parla di Ryland Grace, insegnante delle medie e scienziato, che si risveglia senza indizi sul suo passato e accanto a due compagni di viaggio morti in una futuristica nave spaziale. Scoprirà poi che dovrà riuscire a trovare una soluzione ad un grande pericolo per la Terra proveniente da un altro mondo.

### Romanzi
- Sopravvissuto. The martian, traduzione di Tullio Dobner, Roma, Newton Compton Editori, 2014, ISBN 9788854170520.
- Artemis - La prima città sulla Luna, collana Gli insuperabili Gold, traduzione di Marta Lanfranco, Roma, Newton Compton Editori, 2019  [2017], ISBN 9788822720276.
- Project Hail Mary, collana Omnibus stranieri, traduzione di Vanessa Valentinuzzi, Milano, Mondadori, 2023  [2021], ISBN 9788804737070.

### Fumetti e Graphic Novels
- Cheshire Crossing. Alice Dorothy Wendy, collana Oscar Ink, traduzione di Francesco Matteuzzi, illustrazioni di Sarah Andersen, Milano, Mondadori, 2020, ISBN 9788804723172.

### Audiolibri
- Artemis: La prima città sulla luna, Francesca Fiorentini, Audible Studios, 20/12/2019.
- Sopravvissuto - The martian, Simone D'Andrea, Audible Studios, 26/06/2020.
- Project Hail Mary, William Angiuli, Milano, Mondadori, 05/02/2024.